# Малая Бича (приток Бичи)
Малая Би́ча — река в России, протекает по Омской области. Устье реки находится в 57 км по левому берегу реки Бича. Длина реки — 150 км, площадь водосборного бассейна — 1040 км².

## Бассейн
- 19 км: Азы
- 45 км: Карюшка
- Неясовка
- Крутая
- 95 км: Кайтым
- Большая Кайна
  - Малая Кайнара
- Инга
  - Чантаир
- Карагали

## Данные водного реестра
По данным государственного водного реестра России относится к Иртышскому бассейновому округу, водохозяйственный участок реки — Иртыш от впадения реки Ишим до впадения реки Тобол, речной подбассейн реки — бассейны притоков Иртыша от Ишима до Тобола. Речной бассейн реки — Иртыш.